# Jeffrey Chetcuti
Jeffrey Chetcuti (22 aprile 1974) è un ex calciatore maltese, di ruolo difensore.

## Carriera

### Nazionale
Ha collezionato sessantanove presenze con la propria Nazionale.